# Burgstall Hunberg

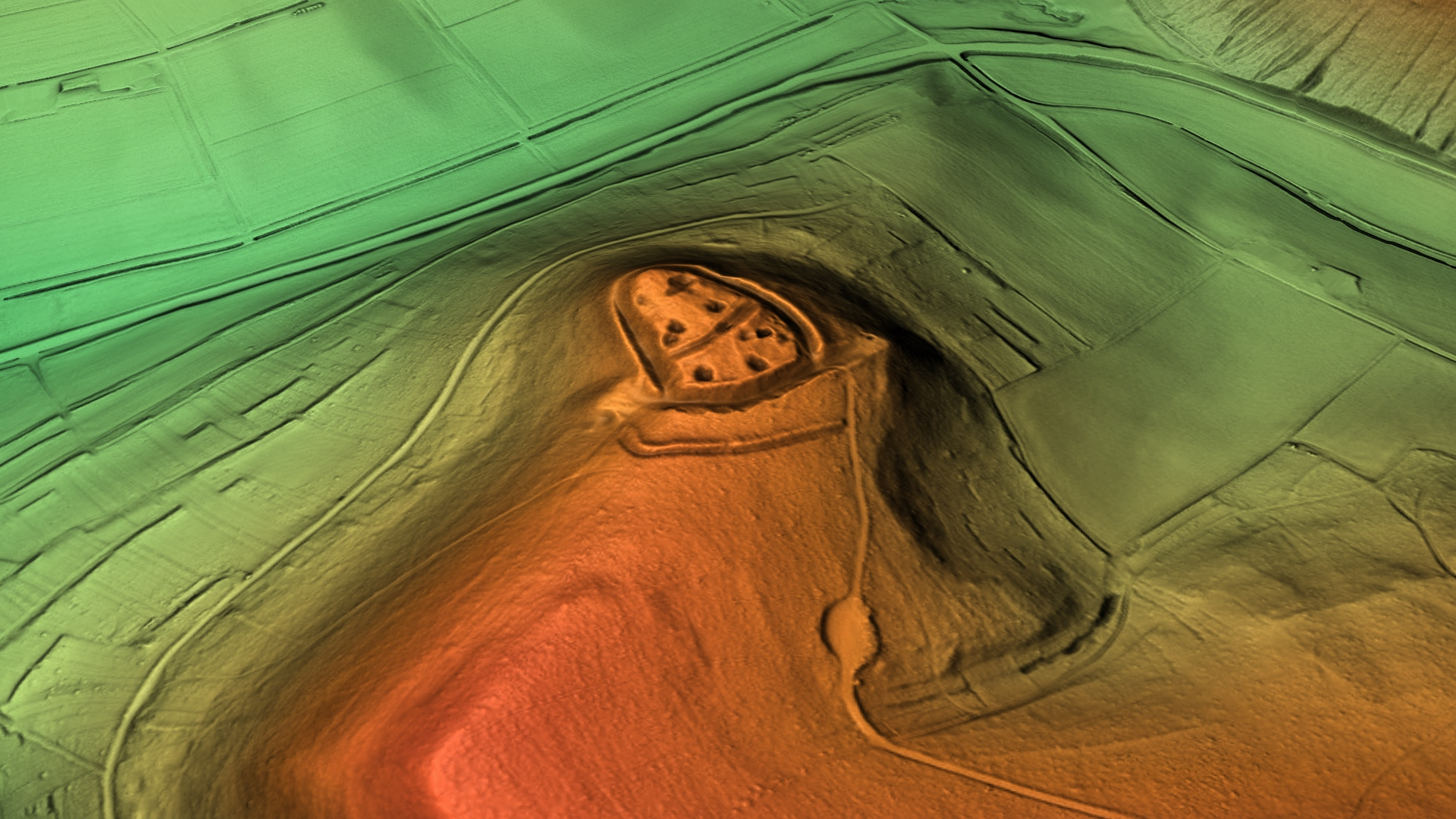
3D-Ansicht des digitalen Geländemodells

Der Burgstall Hunberg ist eine abgegangene Höhenburg an den südlichen Ausläufern der Rhön, nahe der Gemeinde Nüdlingen im unterfränkischen Landkreis Bad Kissingen in Bayern.

## Geographische Lage
Der Burgstall erhebt sich in östlich der Gemeinde Nüdlingen auf einem markanten 350 m ü. NN hohen Hügel des Schlossberges. Militärisch günstig gelegen an der Verbindungsstrecke nach Münnerstadt.

## Geschichte
1243 wurde die Anlage der Burg Hunberg zum ersten Mal urkundlich erwähnt. Hermann I. von Henneberg übergab die Burg als Versöhnungsgabe als Folge des Gefechtes bei Thulba an den Bischof von Würzburg. Der Bischof ordnete die Zerstörung der Burg in den Jahren 1247/48 an.
Heute ist die Burgruine als Baudenkmal D-6-72-136-26 „Burgruine Hunberg, 1242 erbaute und 1248 zerstörte Anlage, auf dem Schlossberg“ sowie als Bodendenkmal D-6-5726-0018 „Spätmittelalterlicher Burgstall "Hunberg"“ vom Bayerischen Landesamt für Denkmalpflege erfasst.

## Beschreibung
Die Stelle der früheren Burg liegt auf einer nach Norden vorspringenden Bergzunge des Schlossberges, die bis auf die südliche Seite steil in die umliegenden Täler abfällt. Nach Süden verläuft das Gelände des Schlossberges leicht ansteigend bis zum 372 m ü. NN hohen Gipfelpunkt des Berges, hier war die Burg am leichtesten zugänglich.
Dieser Bergsporn wird etwa 110 Meter vor seiner Spitze von einem 100 Meter langen, sieben Meter breiten und noch eineinhalb Meter hohen Wall abgeschnitten. An der Innenseite dieses Walles wurde zudem ein acht Meter breiter Graben angelegt. Nach 38 Metern folgt dem Graben eine weitere Wallgrabenanlage: ein 65 Meter langer, drei Meter breiter und 0,50 Meter hoher Wall mit außen vorgelegtem, ebenfalls drei Meter breiten Graben teilte die Burganlage in eine südlich gelegene Vorburg und in eine 67 Meter lange Hauptburg.
Um das Burgareal ziehen sich an den abfallenden Berghängen noch im Durchschnitt drei Meter tiefe Hanggräben, die an der Ost- und Westseite der Burgstelle zusätzlich noch Außenwälle aufweisen. Diese Gräben münden im Süden in den äußeren Graben, an der Spornspitze sind sie nur noch als Terrasse erhalten.